# Inestabilidad Rayleigh-Taylor

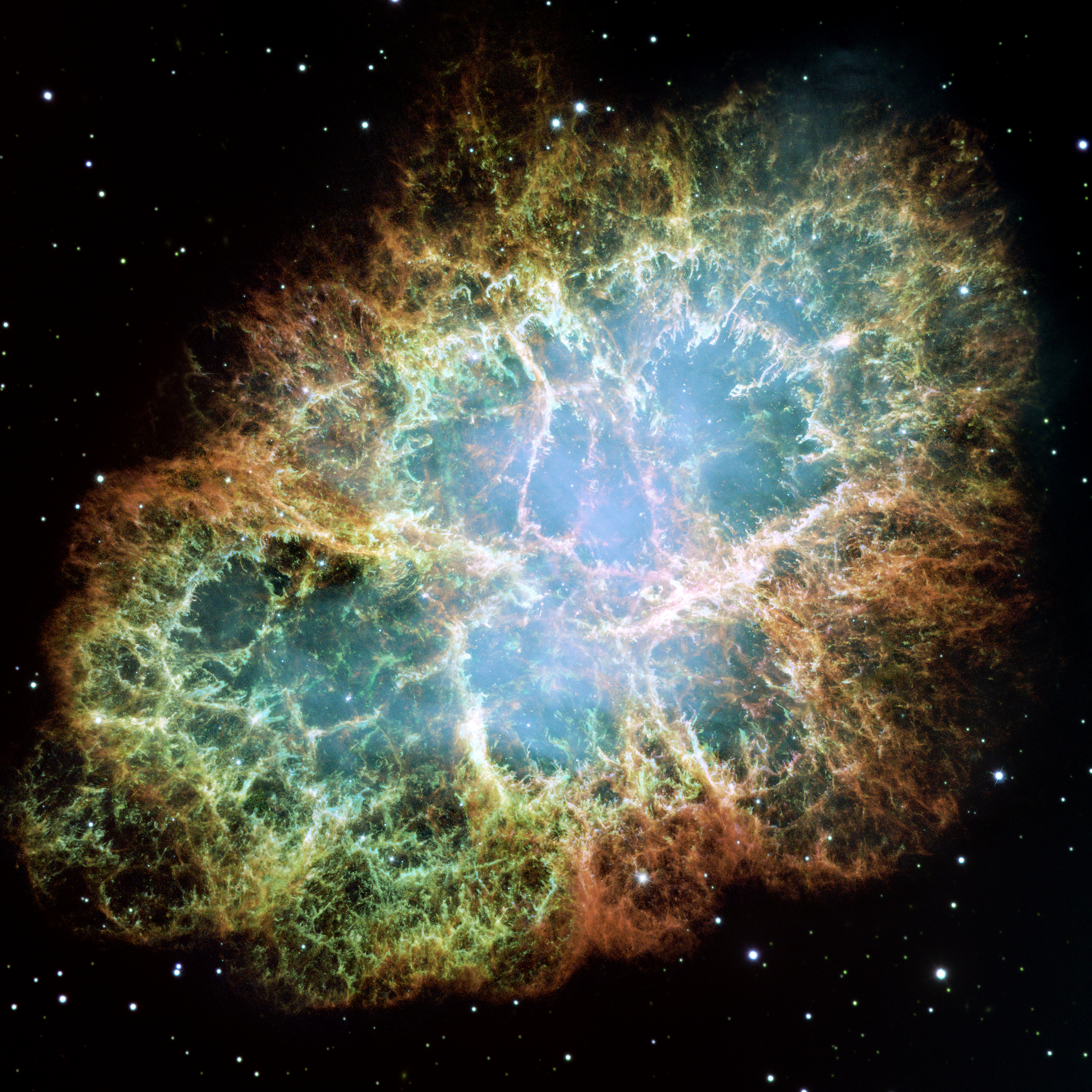
Evidencia de IRT en la nebulosa del Cangrejo.

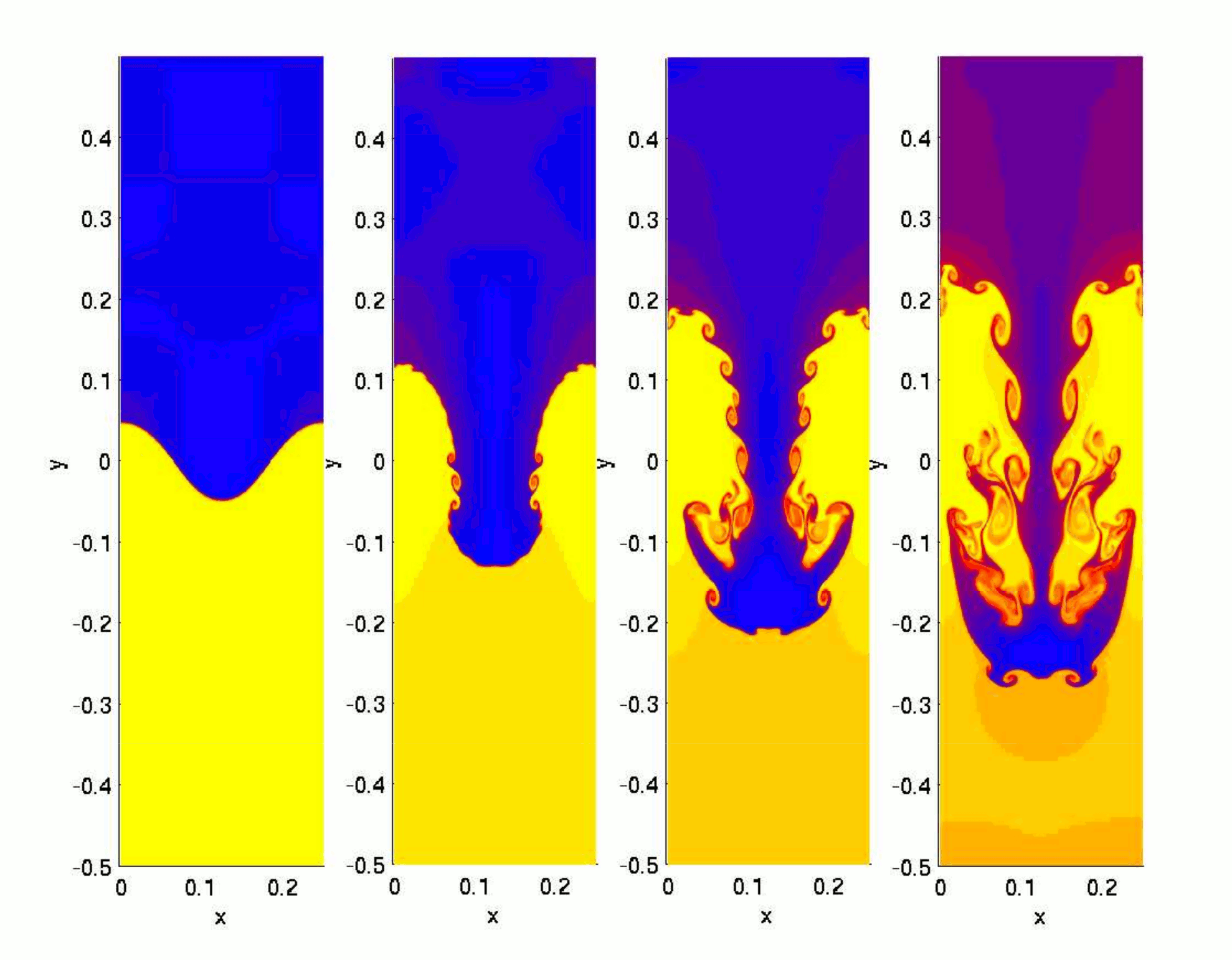
Simulación hidrodinámica de la IRT

La inestabilidad Rayleigh-Taylor, o IRT (por Lord Rayleigh & G. I. Taylor), se produce cuando un fluido de baja densidad empuja a otro de alta densidad. 
Consideremos dos capas completamente planas y paralelas de dos fluidos inmiscibles. Si el fluido más denso está encima, el sistema está en equilibrio inestable, de forma que, a la menor perturbación, se tiende a reducir la energía potencial y el material más denso se mueve hacia abajo a través del menos denso. Esto sucede en forma de inestabilidades de Rayleigh-Taylor que adoptan una forma alargada característica llamada a veces «dedos RT». Lo que Taylor descubrió es que esto no sucede solo en el caso de dos fluidos bajo los efectos de la gravedad, sino también en el caso más general de un fluido menos denso que es acelerado a través de otro más denso. Esto puede experimentarse, por ejemplo, acelerando un vaso de agua hacia abajo más rápido que la aceleración de la gravedad.
Este proceso se evidencia no solamente en fenómenos cercanos como los domos salinos o las inversiones térmicas, sino también en entornos astrofísicos o en electrohidrodinámica. Los dedos RT son muy evidentes en la nebulosa del Cangrejo, donde partículas aceleradas por el pulsar del Cangrejo intentan abrirse paso hacia el exterior a través de restos previamente expulsados por la explosión de la supernova.
Debe notarse que la IRT no debe confundirse con la inestabilidad de Plateau-Rayleigh de un líquido propulsado. Esta última inestabilidad se produce debido a una tensión superficial, que actúa para romper un chorro cilíndrico en una corriente de gotículas del mismo volumen pero menor área superficial.